# Antonius Colenbrander
Antonius Theodorus Colenbrander (ur. 3 maja 1889 w Meester Cornelis, zm. 24 września 1929 w Arnhem) – holenderski jeździec sportowy. Złoty medalista olimpijski z Paryża.
Urodził się w Indonezji, ówczesnej holenderskiej kolonii. Sukcesy odnosił we Wszechstronnym Konkursie Konia Wierzchowego. Brał udział w dwóch igrzyskach (IO 24, IO 28). Po złoto sięgnął w 1924, w konkursie drużynowym. Partnerowali mu Dolf van der Voort van Zijp, Charles Pahud de Mortanges i Gerard de Kruijff.